# Rezerwat przyrody Janiewickie Bagno
Rezerwat przyrody „Janiewickie Bagno” – torfowiskowy rezerwat przyrody w województwie zachodniopomorskim, w powiecie sławieńskim, w gminie Sławno, w dolinach rzek Reknica i Grabowa, 11 km na południowy wschód od Sławna, 6 km na północny wschód od Krągu. 
Został utworzony na mocy zarządzenia Ministra Leśnictwa i Przemysłu Drzewnego z dnia 15 maja 1962, na powierzchni 100,60 ha. Zarządzeniem Ministra Leśnictwa i Przemysłu Drzewnego z dnia 23 sierpnia 1982 powiększono go do 162,00 ha. Obecnie podawana wielkość rezerwatu to 162,28 ha.
Rezerwat stanowi torfowisko wododziałowe typu bałtyckiego-przejściowego, na pokładzie gytii, na płaskim, wyrównanym obniżeniu otoczonym dolinnymi wzniesieniami. Jedno z kilku najlepiej zachowanych w Polsce torfowisk kopułowych. W końcu XVIII w. złoże torfu wysokiego zostało rozcięte głębokim rowem odwadniającym, następnie otoczone rowem opaskowym.
Celem ochrony jest zachowanie fragmentu boru bagiennego na torfowisku przejściowym, ze stanowiskiem reliktowej maliny moroszki (Rubus chamaemorus) oraz innych typowych roślin boru bagiennego, jak: wełnianka pochwowata (Eriophorum vaginatum), sosna karłowa (kosolimba – Pinus pumila), przygiełka biała (Rhynchospora alba).
Rezerwat znajduje się na terenie leśnictwa Janiewice w Nadleśnictwie Sławno. Nadzór nad rezerwatem sprawuje Regionalny Konserwator Przyrody w Szczecinie. Na mocy obowiązującego planu ochrony ustanowionego w 2009 roku (z późniejszymi zmianami), obszar rezerwatu objęty jest ochroną czynną.
W zbliżonych granicach utworzono obszar siedliskowy sieci Natura 2000 „Janiewickie Bagno” PLH320008.